# Kim Christofte
Kim Christofte (født 24. august 1960 i København) er en tidligere dansk fodboldspiller. Han spillede 19 landskampe for Danmark. Han var med på EM-holdet 1992 og huskes især for sit straffesparksmål i semifinalen mod Holland, der sendte holdet i den EM-finale, som det efterfølgende vandt.

## Klubkarriere
Christofte spillede i flere omgange for Brøndby IF. I 1981 var han den første Brøndby-spiller, der blev solgt til udlandet, idet han skiftede til den belgiske klub Lokeren. Senere vendte han tilbage og vandt det danske mesterskab i fodbold tre gange med Brøndby, bl.a. klubbens første i 1985. Han var også med, da Brøndby med Morten Olsen som træner i 1991 nåede semi-finalen i UEFA Cuppen.

### Klubber
- 1979-1981: Brøndby IF
- 1982-1984: KSC Lokeren
- 1984-1985: Brøndby IF
- 1985: Málaga CF
- 1985-1987: FC Wettingen
- 1987-1988: OB
- 1988-1992: Brøndby IF
- 1992-1994: 1. FC Köln
- 1994: Lierse SK
- 1994-1995: Ølstykke FC

## EM-semifinalen i 1992
Ved semifinalen under EM i 1992 mellem Danmark og Holland var den ordinære kamp endt 2-2 efter forlænget spilletid. Henrik Larsen havde scoret begge Danmarks mål. Semifinalen blev derfor afgjort ved straffesparkskonkurrence. Danmark scorede på alle sine 4 første spark (Henrik Larsen, Flemming Povlsen, Lars Elstrup og Kim Vilfort). Men ved Hollands spark nr. 2 reddede Peter Schmeichel skuddet fra Marco van Basten. Danmark var således foran 4-3 inden de to afgørende straffespark. Robert Witschge scorede på Hollands 5.spark til stillingen 4-4, hvorefter Christofte skulle sparke og altså bringe Danmark i EM-finalen, hvis han scorede. Christofte tog først et langt tilløb, men bad derefter dommeren om lov til at rette på boldens placering. Efter at have rettet på bolden tog Christofte blot et par skridt bagud igen, løb roligt til bolden og trillede den ind i målets venstre side, mens den hollandske målmand van Breukelen gik til højre. Dermed var Danmark i EM-finalen. Christofte fejrede målet med først en snurretur rundt om sig selv og derpå et glædeshop op i luften. Detaljen med at rette boldens placering undervejs blev siden udlagt som en finte for at vinde den psykologiske kamp mod van Breukelen før selve sparket.

## Privatliv
Kim Christofte har to voksne børn fra et tidligere forhold og danner i dag par med Mille Eigard Andersen (født 1979). Sammen har de en datter og en søn.